# 房室結節
房室結節（ぼうしつけっせつ、田原結節、田原-アショフ結節、アショフ-田原結節、英 atrioventricular node: AV node）は、心臓における刺激伝導系の一部である。

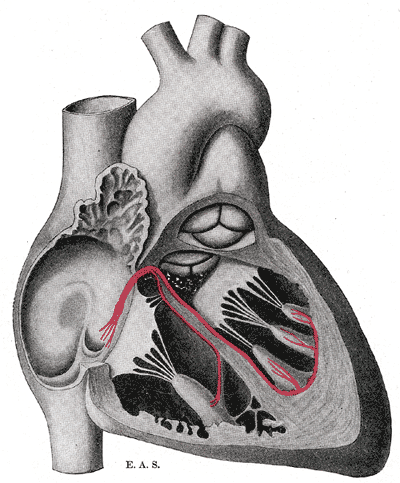
赤線:刺激伝導系。房室結節は心房と心室の間にある。

## 概要
田原淳がルードヴィッヒ・アショフの研究室で発見した。右心房の下方で心室中隔近くにある。
洞房結節から房室結節までを刺激が伝わる速度（毎秒約1 m程度）や、プルキンエ線維などを刺激が伝わる速度（毎秒2 mを超える）と比べて、房室結節では毎秒約5 cmから、速くとも毎秒約10 cmと刺激伝導速度が10分の1以下と大変に遅い。また、刺激伝導の上で心房と心室は結合組織によって絶縁されており、心房の固有心筋の間を伝わる刺激は、ケント束のような奇形がある場合を除いて、心室の固有心筋へは直接伝わらないようになっている。したがって、房室結節へ伝わった刺激が、刺激伝導の上で心房と心室とを隔ている結合組織を唯一貫いているヒス束を伝わることで、心室側へと刺激が伝導される。
以上の理由により、心房と心室の収縮に時間差を持たせることができる。正常な状態では心房からの興奮をヒス束に伝えるが、洞房結節の作るリズム（70回/分）が途絶えた場合、房室結節の持つ自動能が、調律の機能をある程度補完する。しかし、その時に作り出すリズムは40回/分程度と遅く、徐脈となる。